# Tebat Payang
Tebat Payang is een bestuurslaag in het regentschap Empat Lawang van de provincie Zuid-Sumatra, Indonesië. Tebat Payang telt 570 inwoners (volkstelling 2010).